# Corethropsis
Corethropsis — рід грибів. Назва вперше опублікована 1839 року.

## Класифікація
До роду Corethropsis відносять 8 видів:
- Corethropsis australis
- Corethropsis brasiliensis
- Corethropsis elegans
- Corethropsis epimyces
- Corethropsis hominis
- Corethropsis paradoxa
- Corethropsis pulchra
- Corethropsis puntonii